# وقت تمومه (آلبوم)
«وقت تمومه» (به انگلیسی: Out of Time) آلبومی از آر.ئی.ام. است که در ۱۲ مارس ۱۹۹۱ منتشر شد.